# 신동천 (홍천군의원)
신동천(Shin Dongchun, 1955년 3월 22일 ~ )은 2021년 8월 이후부터 대한민국의 강원도의 홍천군의 북방면의 농업인으로, 지난날, 전직 강원도 홍천군의회 군의장 등을 역임한 대한민국의 전직 공무원 출신의 전직 정치인이었었는데, 그는 2018년 6월까지 어언 4년 동안 전직 강원도 제6대 홍천군의회 초선 홍천군의원 등을 거쳐, 2021년 7월 당시 탈당할때까지 7년 6개월 남짓, 전직 국민의힘 상임고문 겸 당무위원 등을 지낸 이였었다.
춘천성수종합고등학교(지금의 춘천성수고등학교)의 상업학과를 졸업한 그는 2013년 12월, 강원도의 홍천군의 홍천읍장 직을 끝으로 준지역행정(강원도 도내 공직)의 생활을 마감하고 2014년 1월 당시, 새누리당에 입당하여 홍천군의원에 당선되었고, 홍천군의회 제266회 임시회에서 제6대 후반기 군의회 의장 직으로 선출되었다.